# ریسینولئین
ریسینولئین (به انگلیسی: Ricinolein) یک ترکیب شیمیایی با شناسه پاب‌کم ۱۱۷۶۴۵۲۴ است.